# FUNDINNO
株式会社FUNDINNO（ファンディーノ）は、未上場株式を取り扱う証券会社である。
2022年2月に社名が株式会社日本クラウドキャピタルから株式会社FUNDINNOに変更された。

## 概要
- 2015年11月に会社設立。2016年11月に株式投資型クラウドファンディングを運営する会社として、日本で初めて金融庁への金融商品取引法における第一種少額電子募集取扱業者の登録を受けた。[1]
- 2017年4月に日本初となる株式投資型クラウドファンディングサービス「FUNDINNO（ファンディーノ）」をサービス開始している。[2]
- 2019年7月に株式投資型クラウドファンディングを利用した企業として初めて、漢方生薬研究所（現：ハーバルアイ）において、相対取引によるイグジットが発生。[3]
- 2019年9月より、株式投資型クラウドファンディングを利用した企業として初めて、普通株式と新株予約権２種類の取り扱いを開始。[4]
- 2019年10月より、FUNDOOR（ファンドア）のサービス提供開始。
- 2020年6月に経済産業省よりエンジェル税制認定業者に認定される。[5]
- 2020年11月に、日本経済新聞にて、未上場株の流通市場の整備に乗りだす旨が掲載された。[6]
- 2021年3月に、株式投資型クラウドファンディングを利用した企業として初めて、琉球アスティーダスポーツクラブが、TOKYO PRO Marketから上場承認を受ける。[7]
- 2021年10月、第一種金融商品取引業者として関東財務局に登録。いわゆる証券会社となる。[8]
- 2021年12月、日本初となるインターネットで未上場株式を売買できるFUNDINNO MARKET（ファンディーノマーケット）を開設。[9]
- 2022年2月、社名が株式会社FUNDINNO（ファンディーノ）に変更する。
- 2022年9月、Innovation Farm株式会社が東証プライムのあい ホールディングス株式会社の子会社になる。株式投資型クラウドファンディングを利用した企業として初めて、東証プライムの企業とM＆Aを実現したことになる。[10]
- 2024年2月、J-shipsを用いて、日本初となる株式による資金調達支援をTBM社に対して実施。[11][12]

## FUNDINNO（ファンディーノ）
FUNDINNO（ファンディーノ）は株式会社FUNDINNOが提供する株式投資型クラウドファンディングサービスの名称。2017年4月よりサービスを開始している。

## FUNDINNO MARKET（ファンディーノ マーケット）
FUNDINNO　MARKET（ファンディーノ マーケット）は株式会社FUNDINNOが提供するインターネットで売買が可能な未上場株式のマーケットプレイスである。「株主コミュニティ」という日本証券業協会が定める規則「自主規制規則」に基づいて運営している。2022年5月時点で、国内において未上場企業の株式をオンラインで取引することが可能なマーケットプレイスは存在しない。

## FUNDOOR（ファンドア）
FUNDOOR（ファンドア）は未上場企業向けの経営管理・株主管理のプラットフォームである。2022年4月にこの領域にて三菱UFJ信託銀行との資本業務提携を発表した。

## FUNDINNO PLUS+（ファンディーノプラス）
FUNDINNO PLUS+（ファンディーノプラス）はファンディーノプラスは、IPOやM&Aの可能性が比較的高いミドル・レイターステージの企業を中心に投資ができるサービス。数十億円規模の資金調達が可能になる。